# Садовый (Сальский район)
Садовый — посёлок в Сальском районе Ростовской области.
Входит в состав Рыбасовского сельского поселения.

## География

### Улицы
- ул. Восточная,
- ул. Дорожная,
- ул. Заречная,
- ул. Молодёжная,
- ул. Панфилова.

## Население
| 2010 |
| ---- |
| 230  |